# Alfred Cyril Lovesey
Pour l’article homonyme, voir Lovesey.
Alfred Cyril Lovesey était un ingénieur anglais qui joua un rôle clé dans le développement des programmes des moteurs Rolls-Royce Merlin.

## Biographie
Lovesey est né le 15 juillet 1899 à Hereford. Il est le fils d'Alfred et de Jessie Lovesey. En 1923, Lovesey obtient un Baccalauréat universitaire ès sciences de l'Université de Bristol.

## Carrière
Cyril Lovesey rejoint le Département Expérimental de Rolls-Royce en 1923, sous la direction d'Ernest Hives et travaille à la fois sur les moteurs de voiture et d'avion.
Lors des courses de 1929 et 1931 de la Coupe Schneider, il est le représentant de la société comme ingénieur pour le moteur Rolls-Royce R lors des essais à Calshot (en).
Lovesey est l'un des promoteurs des essais en vol et créé un centre à cet effet à l'aérodrome de Hucknall où il officie comme ingénieur de développement en vol. Malcolm Campbell utilise également ses services lors de sa tentative de record de vitesse sur terre au volant de sa Bluebird.
En 1930, Lovesey décroche son brevet de pilote d'avion.
À la fin des années 1930, il travaille avec d'autres sur le nouveau moteur Rolls-Royce Merlin et juste avant le début de la Bataille d'Angleterre, il est nommé responsable du programme de développement. Il double la puissance de sortie du Merlin tout en augmentant sa fiabilité. Après la guerre, Lovesey adapte le Merlin pour une utilisation civile et se tourne vers le développement du turboréacteur avec son travail sur le Rolls-Royce Avon.
En 1957, Lovesey devient Chef de projet, puis Directeur technique adjoint et membre du directoire de la Aero Engine Division. Il se retire en 1964, mais il est rappelé plus tard avec Arthur Rubbra et Stanley Hooker pour régler les problèmes de développement du turboréacteur Rolls-Royce RB211.
Lovesey meurt en 1976,

## Honneurs et récompenses
- 9 janvier 1946 -  Alfred Cyril Lovesey est nommé Officier de l'ordre de l'Empire britannique (OBE)[4].
- 11 juin 1966 - Alfred Cyril Lovesey est nommé Commandeur de l'ordre de l'Empire britannique (OBE)[5]